# Copa Ecohouse
Entre as agremiações, estão equipes do Rio Grande do Norte, Ceará, Paraíba, Pernambuco, Bahia e Rio de Janeiro. Essa foi a 1ª edição do torneio e teve como campeão o América de Natal.
Patrocinado e presidido pelo CEO da Grupo Ecohouse, Anthony Armstrong Emery (dono do Alecrim), o Alecrim foi o anfitrião da competição, que teve Natal como sede. Os clubes convidados tiveram as despesas de logística e arbitragem pagas pela organização do evento e o campeão foi premiado com R$ 50 mil.

## Sistema de disputa
A 1ª Copa Ecohouse ocorreu de julho a novembro de 2013 e contou com 16 clubes, sendo 15 clubes do Nordeste e o Fluminense do Rio de Janeiro, todos disputando o título e o prêmio de R$ 50 mil.
O Campeonato foi disputado em duas fases, da seguinte forma:
A Primeira Fase, FASE DE GRUPOS, composta por quatro grupos, sendo cada um com quatro clubes e foi disputada em Turno Único, composto por três jogos para cada clube nos grupos com quatro participantes. Ao final dessa Primeira Fase as duas agremiações que somaram o maior número de pontos em cada grupo foram automaticamente classificadas para a próxima fase.
A Segunda Fase, FASE ELIMINATÓRIA, foi disputada por oito agremiações, todas classificadas na Primeira Fase. A Segunda Fase foi composta por quartas de final, semifinal e final com apenas um jogo cada. Em caso de empate o vencedor decidiu-se através de penalidades.
A Decisão da Copa Ecohouse foi disputada uma partida, pelas duas associações que passaram por todas as fases, sendo a vencedora deste confronto declarada Campeã da Copa Ecohouse 2013. Ao final partida da Decisão do Campeonato, ocorrendo empate de gols entre as equipes, a definição do Campeão da Copa Ecohouse 2013 dar-se-á pela cobrança de tiros livres diretos da marca do pênalti, na forma prevista pela FIFA para as competições internacionais. Na Decisão do Campeonato não foi considerado nenhum critério de desempate.

### Critérios de desempate
Ocorrendo empate em números de pontos ganhos entre duas ou mais agremiações na Primeira Fase, foram aplicados os seguintes critérios de desempate, pela ordem e sucessivamente, exclusivamente em cada Fase:
1. Maior Número de vitórias
2. Maior Saldo de gols
3. Maior Número de Gols marcados
4. Menor Número de cartões vermelhos recebidos
5. Menor Número de cartões amarelos recebidos
6. Sorteio público na sede da Federação, em dia e horário determinados pela FNF.

## Os campeões
| Ano  | Campeão          | Vice-campeão |
| ---- | ---------------- | ------------ |
| 2013 | América de Natal | Alecrim      |

### Troféu da Copa EcoHouse
```

```

### Por Equipe
| Clube            | Número de Títulos | Títulos |
| ---------------- | ----------------- | ------- |
| América de Natal | 1                 | 2013    |